# Melanagromyza galeolae
Melanagromyza galeolae är en tvåvingeart som beskrevs av Mitsuhiro Sasakawa 1961. Melanagromyza galeolae ingår i släktet Melanagromyza och familjen minerarflugor. Inga underarter finns listade i Catalogue of Life.